# Maláriaszúnyog
A maláriaszúnyog (Anopheles) a kétszárnyúak (Diptera) rendjében a csípőszúnyogok (Culicidae) családjának vérszívó rovarneme. Az Antarktisz kivételével valamennyi kontinensen elterjedt. Lárvái édesvízben, például nádasokban, vizesárkokban stb. fejlődnek, ezekben is bábozódik be. A lárvák és a bábok egyaránt a víztükrön át, a levegőből lélegeznek, ezért hullámzó vizekben nem fordulnak elő. A kifejlett nőstények emlősök vérét szívják, a hímek nem táplálkoznak. A génuszban mintegy 430 faj ismert, közülük 30-40 terjeszti a maláriát okozó Plasmodium fajokat.
Évente 300-500 millió maláriás fertőzést okoznak, és 1-3 millió halálos áldozatot szednek, ezzel a „legtöbb halálesetet okozó állatfaj” címére „pályázhatnak”.
Fontos hazai faj a foltos maláriaszúnyog (Anopheles maculipennis). Részben ez a faj lehetett felelős a malária hazai előfordulásáért a Dél-Dunántúlon és a Felső-Tisza mentén, amíg az 1950-es években fel nem számolták ezeket a fertőzéseket.

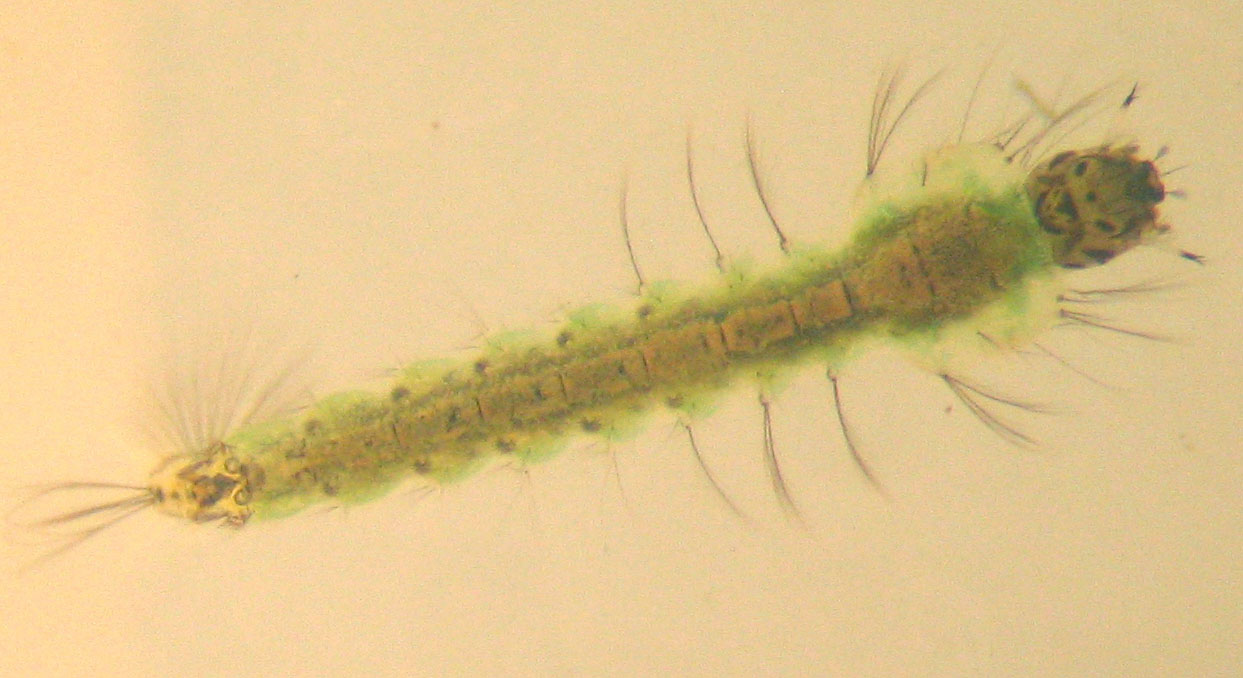
Maláriaszúnyog lárva

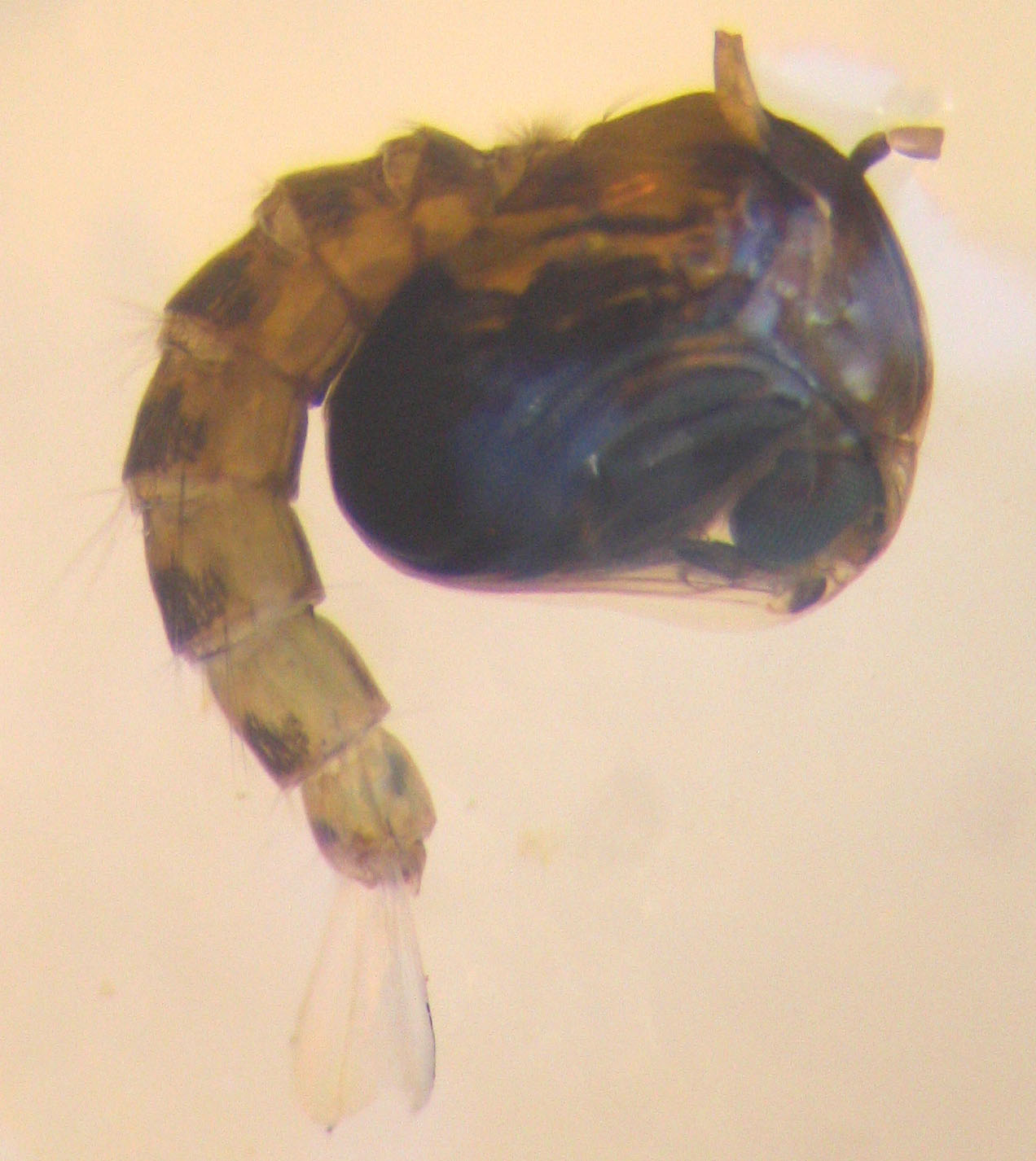
Maláriaszúnyog báb

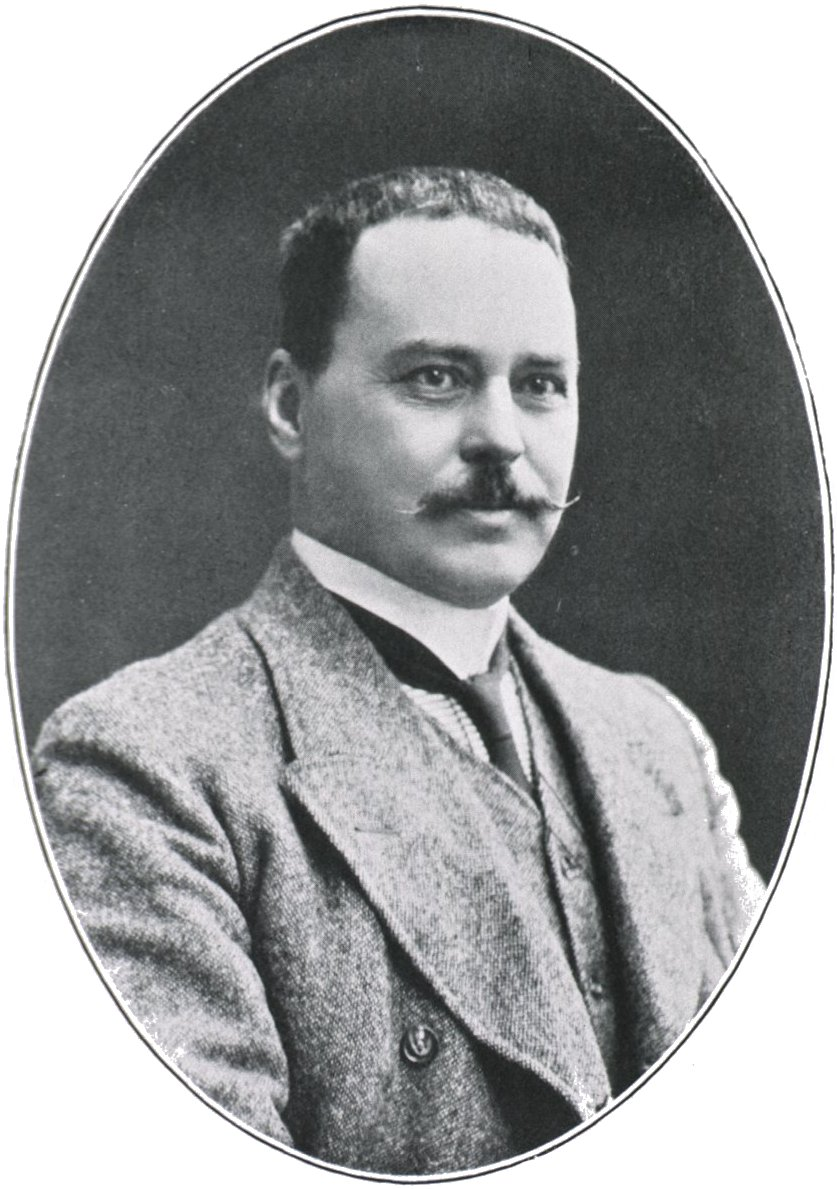
Ronald Ross orvosi Nobel-díjat kapott 1902-ben, mert felfedezte, hogy a maláriát nem a rossz levegő, hanem a szúnyogok terjesztik